# Freedom Williams
Freedom Williams (eigentlich: Frederick Brandon Williams; * 13. Februar 1966 in Brooklyn) ist ein US-amerikanischer Rapper, der besonders auf dem Gebiet des US-Dancefloors bekannt wurde.

## Biografie
Internationale Bekanntheit erlangte Williams als Rapper der ersten drei Singles der Gruppe C+C Music Factory, die auch auf deren Debütalbum zu finden sind. Im Juni 1993 erschien sein einziges Soloalbum, Freedom. Lediglich die Auskopplung Voice of Freedom konnte sich in den Charts in den USA (Platz 74) und Großbritannien (Platz 62) platzieren. Williams betreibt ein eigenes Plattenlabel namens Freedom Williams Entertainment.

## Diskografie

### Alben
- 1993: Freedom

### Singles
- 1989: Freedom (Total Science feat. Freedom)
- 1990: Get Dumb! (Free Your Body) (mit The Crew)
- 1990: Gonna Make You Sweat (Everybody Dance Now) (mit C+C Music Factory)
- 1991: Here We Go (mit C+C Music Factory und Zelma Davis)
- 1991: Things That Make You Go Hmmm… (mit C+C Music Factory)
- 1993: Voice of Freedom
- 1993: Groove Your Mind
- 2003: Sweat (Everybody Dance Now) The Remix (C+C Music Factory feat. Freedom Williams vs. RMD Dance)
- 2005: Gonna Make You… Sweat 2005 (mit C+C Music Factory)
- 2008: Mindbounce (mit Speakerbox)
- 2009: Party Time (Get Up, Get Down)